# Slavomír Kňazovický
Slavomír Kňazovický (n. 3 mai 1969, Piešťany, Trnavský kraj, Slovacia) este un canoist ce a reprezentat Slovacia, medaliat olimpic. A participat la 3 ediții ale Jocurilor Olimpice (1992, 1996, 2000) în care a câștigat o medalie de argint.